# Miguel Induráin

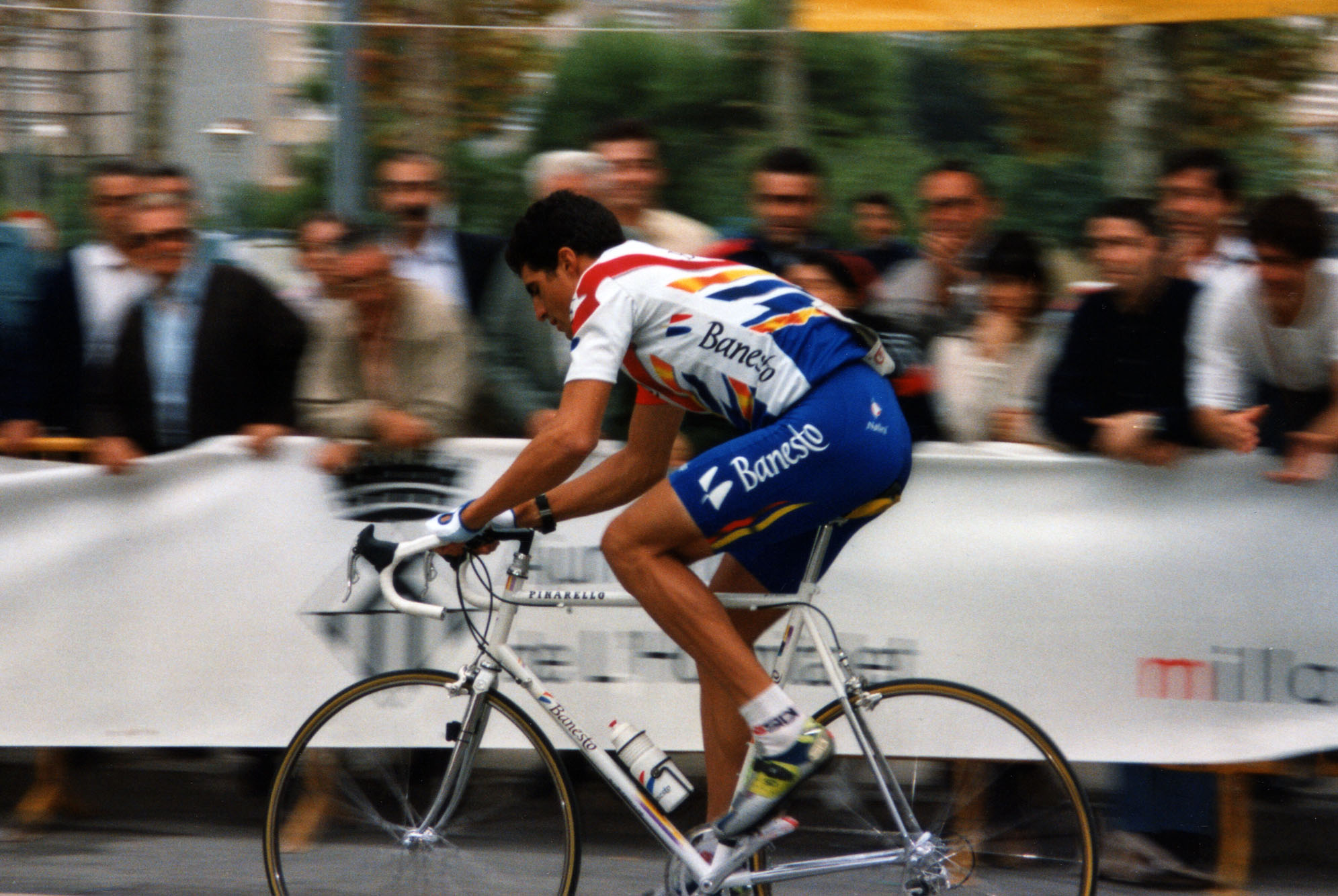
Miguel Indurain i Criterium Ciutat de L'Hospitalet 1996.

Miguel Ángel Induráin (eller Indurain) Larraya, född 16 juli 1964 i Villava, Navarra, är en spansk tidigare tävlingscyklist. Han var 1990-talets dominant inom sporten med ett flertal segrar i stora lopp.
Induráin blev 1995 den förste att vinna Tour de France för femte året i rad, och sammanlagt cyklade han hem 12 etappsegrar i loppet. Han har utöver detta bland annat vunnit Giro d'Italia två gånger, 1992 och 1993, med totalt 4 etappsegrar. Induráin tog VM-guld i tempodisciplinen 1995. När individuellt tempolopp introducerades i Sommar-OS 1996 i Atlanta vann han guldmedaljen. Därefter drog han sig tillbaka från cyklingen.

## Biografi

### Tidig karriär
Miguel Induráin blev professionell 1985.

### Tour de France
Induráin deltog i sitt första Tour de France 1985, och han deltog sedan i loppet varje år under elva års tid. Han kom dock aldrig till Paris under tävlingarna 1985 och 1986. Annars blev hans resultat i tävlingen ständigt bättre och han tog sin första etappseger i 1989. 1990 hjälpte han som hjälpryttare Pedro Delgado att sluta fyra på tävlingen och slutade själv på tionde plats. Det fanns dock tendenser under loppet att Indurain kunde ha slutat på en ännu bättre placering.
Induráin tog fem raka segrar i det franska etapploppet mellan 1991 och 1995. Han försökte cykla hem sin sjätte seger i 1996, men på grund av luftrörskatarr efter en första vecka av tävlingen med kallt och regnigt väder kunde han inte segra över Bjarne Riis. Riis erkände senare att han hade använt EPO för att kunna vinna tävlingen, men anses fortfarande vara vinnaren av tävlingen. Induráin slutade elva i det årets upplaga.

### Andra lopp
Induráin vann 1990 den spanska cykelklassikern Clásica de San Sebastián 1990. Ett år senare slutade han tvåa på Vuelta a España efter landsmannen Melchor Mauri Prat.
Under 1992 och 1993 vann Induráin, utöver Tour de France, också Giro d'Italia. Han vann därmed sju Grand Tour under sin karriär. Under säsongen 1994 satte han ett nytt timrekord då han cyklade 53,040 kilometer, och eliminerade det tidigare rekordet av Graeme Obree. Han vann Dauphiné Libéré 1995 och 1996.
Under sin karriär vann Induráin även världsmästerskapens tempolopp i Duitama, Spanien 1995. Han vann också silvermedaljen i linjeloppet efter landsmannen Abraham Olano samma år. Han slutade tvåa på linjeloppet under världsmästerskapen i Oslo 1993 efter Lance Armstrong. Han vann också en bronsmedalj i VM i Stuttgart 1991.

### Senare Vuelta-karriär
Den femfaldiga Tour de France-vinnaren ville inte cykla Vuelta a España mellan 1992 och 1995. Andra tävlingar passade hans tävlingsprogram bättre. Vuelta a España hölls vid tillfället i april då det ofta var regnigt och kallt väder i Spanien, något som Indurain inte tyckte om.
Organisatörerna för tävlingen, Unipublic, försökte på flera sätt att få spanjoren till sitt stora hemmalopp. Det gick så långt att Indurains icke-medverkan debatterades i det spanska parlamentet vid ett tillfälle.
1996 insisterade Banesto att han skulle medverka, på grund av en elfte plats i Tour de France 1996. Indurain hade varit sjuk under första veckan av det franska etapploppet och han lyckades inte heller vinna Vuelta a España det året. På den tuffaste etappen med målgång på stigningen till Covadongas issjöar förlorade han tid gentemot de övriga cyklisterna redan tidigt i loppet, och när han tog sig över mållinjen var han alldeles ensam. Hans stallkamrater hade redan återvänt till hotellet och Indurain fick cykla dit själv. Han avslutade inte det spanska etapploppet det året och nådde därmed aldrig Madrid, utan lämnade tävlingen efter halva loppet.
Efter att ha lämnat 1996 års Vuelta a España körde han bara en tävling till i karriären, ett kriterium i Valencia i oktober.

### Fysisk kapacitet
Induráin blev omtalad för sin stora fysiska kapacitet. Under hans aktiva karriär uppmättes bland annat en lungvolym på 7,8 liter jämfört med ett genomsnitt på 6 liter. Hans kropp kunde pumpa runt 7 liter syre per minut jämfört med 3-4 liter per minut för en normal person och 5-6 liter per minut för en tävlingscyklist. Hans vilopuls låg på 28 slag i minuten. För en normal person ligger det på omkring 70-80 slag i minuten.
Indurains VO2 max var 88 ml/kg/min. I jämförelse hade Lance Armstrong 82 ml/kg/min när han var som bäst. Indurain hade också en fantastisk återhämtningsförmåga. Det sägs att han efter 30 sekunders vila kunde få ned pulsen från 190 slag i minuten till 60 slag i minuten.
Indurains största kvalitéer som cyklist var på de individuella tempoloppen. Noterbart är att alla hans etappsegrar under de fem segeråren i Tour de France också skedde just i den disciplinen. Hans två segrar på linjeetapper i Tour de France härrör från tiden dessförinnan.
Indurain var en stor cyklist även i fysiska mått. 188 cm lång och 79 kg tung fick han smeknamnen "Miguelón" och "Big Mig".

### Efter karriären
Efter karriären blev han invald i Spaniens olympiska kommitté och UCIs styrelse. 
Miguel Induráin är äldre bror till Prudencio Indurain Larraya, som var professionell mellan 1991 och 1999. Prudencio Indurain deltog i Tour de France 1998 och 1999.
1999 döptes loppet Trofeo Comunidad Foral de Navarra om till Gran Premio Miguel Induráin. Det inkluderades i UCI Europe Tour när denna instiftades 2005 och när UCI Pro Series skapades 2020 flyttades loppet dit.
Induráin har fått ge namn åt det lokala cykelloppet  La Indurain (ibland benämnt Marcha ciclista Miguel Induráin), som 2017 arrangerades för den 26:e gången i Indurains födelseort Villava. Vid denna upplaga deltog 1 900 cyklister.

## Meriter
| 1984 Vinnare av etapp 10 (ITT) i Tour de l'Avenir 4:a totalt i Vuelta a La Rioja 1985 Vinnare av etapperna 6a och 10 (ITT) i Tour de l'Avenir 2:a totalt i Vuelta a Andalucía 1986 Vinnare totalt av Tour de l'Avenir Vinnare av prologen och etapp 9 (ITT) Vinnare totalt av Vuelta a Murcia Vinnare av prologen 5:a totalt i Vuelta a Andalucía 6:a totalt i Grand Prix du Midi Libre 6:a i linjelopp vid Spanska mästerskapen 1987 Vinnare totalt av Vuelta a los Valles Mineros Vinnare av etapperna 2, 3 och 5 Vinnare av GP Navarra Vinnare av prologen (ITT) i Vuelta a Murcia Vinnare av etapp 1 i Volta a Galicia 3:a totalt i Setmana Catalana de Ciclisme Vinnare av poängtävlingen Vinnare av etapperna 4b (ITT) och 5 1988 Vinnare totalt av Volta a Catalunya Vinnare av etapp 6a (ITT) Vinnare av etapp 4a i Vuelta a Cantabria 3:a totalt i Volta a Galicia Vinnare av etapp 2 6:a i Clásica de San Sebastián 8:a totalt i Setmana Catalana de Ciclisme 1989 Vinnare totalt av Paris–Nice Vinnare totalt av Critérium International Vinnare av etapp 3 (ITT) Vinnare av etapp 9 i Tour de France 2:a i Subida al Naranco 7:a i La Flèche Wallonne 10:a totalt i Tour de Suisse 10:a totalt i Volta a Catalunya 10:a i Liège–Bastogne–Liège 1990 Vinnare totalt av Paris–Nice Vinnare av etapp 6 Vinnare av Clásica de San Sebastián 2:a totalt i Vuelta a Burgos Vinnare av poängtävlingen Vinnare av etapp 4 2:a totalt i Vuelta Asturias 3:a totalt i Baskien runt Vinnare av etapp 5a 3:a i linjelopp vid Spanska mästerskapen 4:a totalt i Euskal Bizikleta 4:a i La Flèche Wallonne 5:a i Trofeo Luis Puig 7:a totalt i Vuelta a España 7:a totalt i Critérium International 9:a totalt i Volta a la Comunitat Valenciana Vinnare av etapp 5 10:a totalt i Tour de France Vinnare av etapp 16 | 1991 Vinnare totalt av Tour de France Vinnare av etapperna 8 (ITT) och 21 (ITT) Vinnare totalt av Volta a Catalunya Vinnare av etapp 5 (ITT) Vinnare totalt av Tour du Vaucluse Vinnare av etapp 2 2:a totalt i Vuelta a España 3:a totalt i Euskal Bizikleta Vinnare av etapperna 2 och 5 3:a i linjelopp vid Världsmästerskapen 3:a i Boucles de l'Aulne 4:a i Liège–Bastogne–Liège 1992 Vinnare totalt av UCI:s världsranking Spansk mästare i linjelopp Vinnare totalt av Tour de France Vinnare av prologen (ITT), etapperna 9 (ITT) och 19 (ITT) Vinnare totalt av Giro d'Italia Vinnare av intergirotävlingen Vinnare av etapperna 3 (ITT) och 21 (ITT) Vinnare totalt av Volta a Catalunya Vinnare av Boucles de l'Aulne Vinnare av etapp 1a (ITT) i Vuelta a Castilla y León 2:a totalt i Tour de Romandie Vinnare av etapp 4b (ITT) 3:a totalt i Paris–Nice 3:a totalt i Tour de l'Oise 4:a totalt i Vuelta a Aragón 5:a i Subida al Naranco 6:a i linjelopp vid Världsmästerskapen 1993 Vinnare totalt av UCI:s världsranking Vinnare totalt av Tour de France Vinnare av prologen (ITT) och etapp 9 (ITT) Vinnare totalt av Giro d'Italia Vinnare av etapperna 10 (ITT) och 19 (ITT) Vinnare totalt av Vuelta a Castilla y León Vinnare av etapp 1a Vinnare av Clásica a los Puertos de Guadarrama Vinnare av etapp 6 (ITT) i Vuelta a Murcia Vinnare av etapperna 2 och 4 i Vuelta a los Valles Mineros 2:a i linjelopp vid Världsmästerskapen 2:a i linjelopp vid Spanska mästerskapen 3:a totalt i Volta a la Comunitat Valenciana 4:a totalt i Volta a Catalunya 8:a i Grosser Preis des Kantons Aargau 1994 Best human effort: 53,040 km Vinnare totalt av Tour de France Vinnare av etapp 9 (ITT) Vinnare totalt av Tour de l'Oise Vinnare av etapp 4 (ITT) Vinnare av etapp 3 i Vuelta a Castilla y León 2:a totalt i Volta a la Comunitat Valenciana Vinnare av etapp 6 (ITT) 3:a totalt i Giro d'Italia | 1995 Världsmästerskapen Världsmästare i individuellt tempolopp 2:a i linjelopp Vinnare totalt av Tour de France Vinnare av etapperna 8 (ITT) och 19 (ITT) Vinnare totalt av Critérium du Dauphiné Libéré Vinnare av etapp 3 (ITT) Vinnare totalt av Grand Prix du Midi Libre Vinnare totalt av Volta a Galicia Vinnare av etapp 1 Vinnare totalt av Vuelta Ciclista a La Rioja Vinnare av etapp 1a Vinnare av etapp 5a i Vuelta a Aragón 3:a totalt i Vuelta a Asturias Vinnare av prologen (ITT) och etapp 5 3:a totalt i Vuelta a los Valles Mineros Vinnare av etapp 4 6:a i Classique des Alpes 9:a i Clásica de San Sebastián 1996 Vinnare av det indivilluella tempoloppet vid Olympiska spelen 1996 Vinnare totalt av Critérium du Dauphiné Libéré Vinnare av etapperna 5 (ITT) och 6 Vinnare totalt av Volta ao Alentejo Vinnare av prologen (ITT) och etapp 4 Vinnare totalt av Vuelta a Asturias Vinnare av prologen (ITT) Vinnare totalt av Euskal Bizikleta Vinnare av etapp 5 2:a totalt i Vuelta a Burgos 4:a totalt i Vuelta a Aragón 8:a i Classique des Alpes |